# Pachydissus parvicollis
Pachydissus parvicollis es una especie de escarabajo longicornio del género Pachydissus, tribu Cerambycini, subfamilia Cerambycinae. Fue descrita científicamente por Gahan en 1891.

## Descripción
Mide 30-32 milímetros de longitud.

## Distribución
Se distribuye por India y Nepal.